# Pomorzany, Łobeski
Pomorzany [pɔmɔˈʐanɨ] là một khu định cư ở khu hành chính của Gmina obez, thuộc huyện Łobez, Zachodniopomorskie, ở phía tây bắc Ba Lan.
Trước năm 1945, khu vực này là một phần của Đức.